# Holmajärvi (Gällivare socken, Lappland)
Holmajärvi är en sjö i Gällivare kommun och Kiruna kommun i Lappland och ingår i Kalixälvens huvudavrinningsområde. Sjön har en area på 6,51 kvadratkilometer och ligger 463,9 meter över havet. Holmajärvi ligger i Torne och Kalix älvsystem Natura 2000-område. Sjön avvattnas av vattendraget Kalixälven (Gálaseatnu, Kaihnuunväylä). Byn Holmajärvi i Kiruna kommun får sitt namn från denna sjö.

## Delavrinningsområde
Holmajärvi ingår i det delavrinningsområde (752985-166449) som SMHI kallar för Utloppet av Holmajärvi. Medelhöjden är 516 meter över havet och ytan är 29,83 kvadratkilometer. Räknas de 51 avrinningsområdena uppströms in blir den ackumulerade arean 1 285,47 kvadratkilometer. Kalixälven som avvattnar avrinningsområdet har biflödesordning 1, vilket innebär att vattnet flödar genom totalt 1 vattendrag innan det når havet efter 349 kilometer. Avrinningsområdet består mestadels av skog (58 procent) och kalfjäll (11 procent). Avrinningsområdet har 6,55 kvadratkilometer vattenytor vilket ger det en sjöprocent på 22 procent.

## Historia
Holmajärvi omnämns i gamla skattelängder som Ulma Tresk (1594 och 1595). Sjön brukades av samer inom lappbyn Siggevara eller Lullebyn (Nederbyn), som omfattade den östra delen av Jukkasjärvi socken.